# 148-я стрелковая бригада
148 –я стрелковая бригада (2-го формирования)-  воинское соединение Вооружённых сил СССР во время Великой Отечественной войны. Сформирована в январе-апреле 1942 года в Новосибирской области в населенных пунктах Мошково и Ояш. На базе Лепельского артиллерийско-миномётного училища, дислоцированного в Барнауле, из сибиряков, частично из фронтовиков, выписывавшихся из госпиталей. 
Участник битвы за Москву.

## История
Бригада сформирована В Новосибирской области на базе Лепельского артиллерийско-миномётного училища, эвакуированного в начале июля 1941 года из посёлка Боровка под Лепелем в Баранул. В первые дни войны курсанты училища успели принять участие в обороне Витебска, затем были отправлены в Барнаул. Формирование бригады было поручено полковнику Гордееву Александру Петровичу.
В июне-июле 1942 года бригада дислоцировалась в подмосковных лесах, в районе станции Шаховская. Бригада занималась боевой подготовкой и возведением второй линии обороны.
148-я стрелковая бригада была передана в состав 8-го гвардейского стрелкового корпуса 20-й армии Западного фронта.

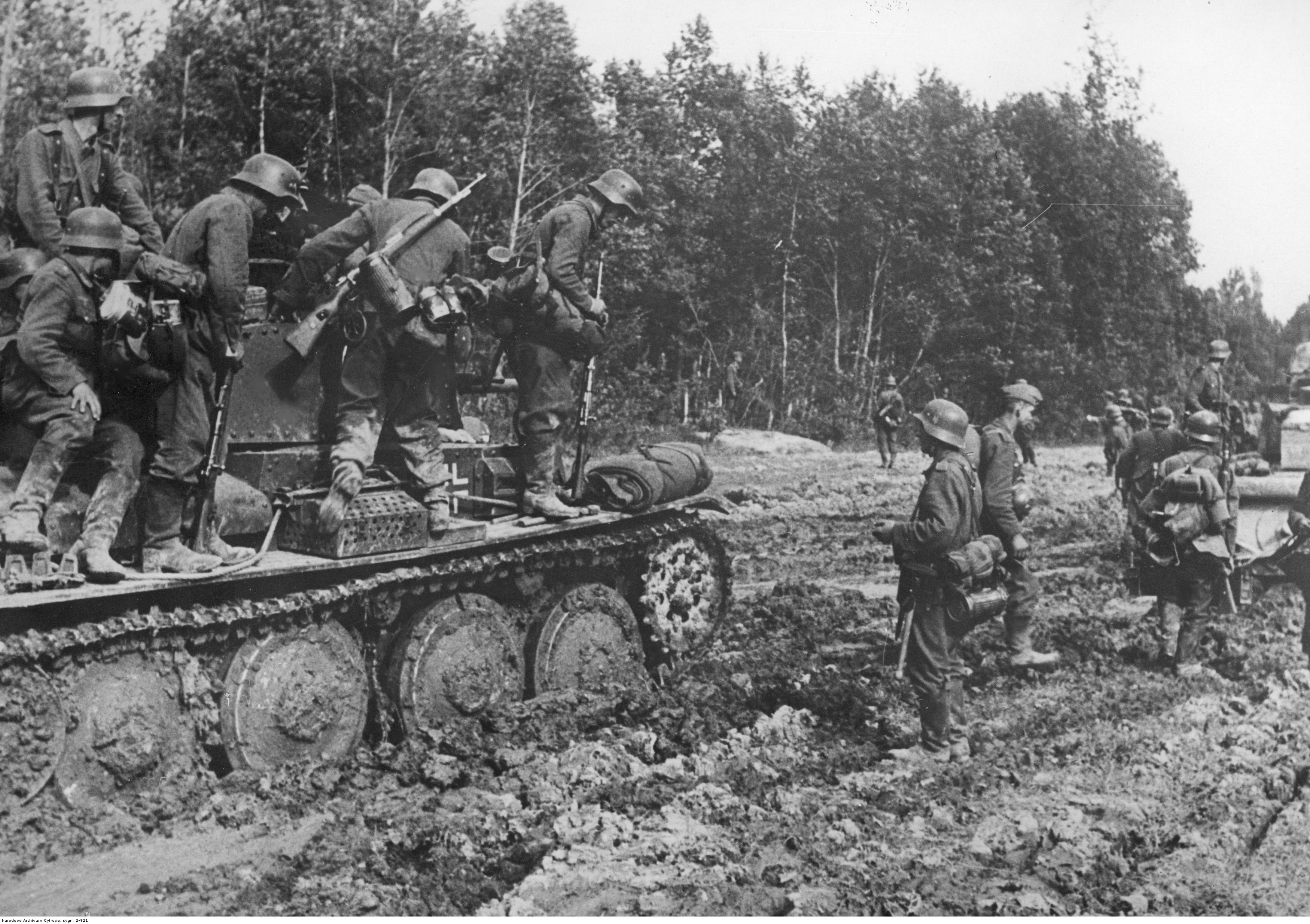
Немецкие войска под Ржевом. Июль 1942 г.

Первые потери бригада понесла 2 августа. Погибшие похоронены на северной окраине Кунилово на западном берегу реки Дёржи.
С 4 по 23 августа бригада принимала участие в Погорело-Городищенской операции 1942 года. Это была наступательная операция 20-й и 31-й армий Западного фронта, часть Ржевско-Сычевской операции 1942 года. В результате операции планировалось разгромить Зубцовско-Кармановскую группировку противника и выйти на рубеж рек Вазуза и Гжать для дальнейшего наступления на Сычевку. Войскам Западного фронта здесь противостояла 9-я армия немецкой группы армий «Центр».
Утром 4 августа части 20-й армии форсировали р. Дёржа и прорвали главную полосу обороны противника и освободили село Погорелое Городище Зубцовского района Тверской области.
Проливные дожди препятствовали вводу в прорыв механизированных соединений и затрудняли действия авиации, из-за проливных дождей реки выходили из берегов, танки намертво застревали в грязи. Однако уже 5 августа передовые подразделения соединений 20-й армии вышли к рекам Вазуза и Гжать.
Много бойцов 148-й осбр погибло 9-10 августав боях за д. Рябинки Кармановского района (осталась под Яузским водохранилищем).
Противник, усилив свои войска тремя танковыми и двумя пехотными дивизиями, пытался нанести контрудар. В ходе сражения, длившегося до 10 августа, советские войска отразили контрудар и захватили плацдарм на западных берегах р.Вазуза и Гжать.
С 11 августа войска 20-й армии вели наступление на Карманово, 31-я армии- на город Зубцов.

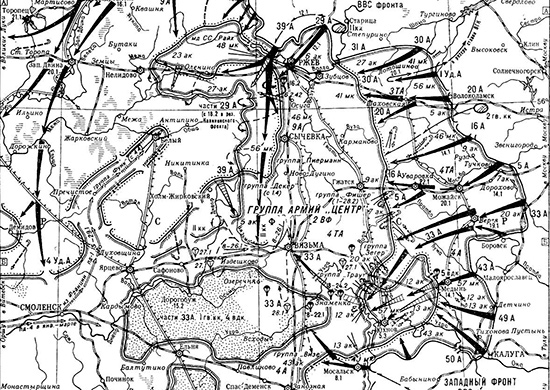
Ржевско-Вяземская наступательная операция. 1942 г.

23 августа оба населенных пункта были освобождены, части 31-й армии увеличили плацдарм на западном берегу Вазузы до 5-8 км в глубину. Погорело-Городищенская операция завершилась.
В ходе операции войска 20-й армии продвинулись на запад на 45 км, освободили 245 населенных пунктов Калининской и Смоленской областей, нанесли серьезный урон войскам группы армий «Центр». Значительные силы вермахта застряли под Ржевом и не были отправлены на Кавказ и под Сталинград.
6 сентября положение сторон на полосе наступления стабилизировалось и командующий отдал приказ о переходе к обороне на достигнутых рубежах.
В начале ноября 148-я осбр усиленно готовилась к будущим наступательным боям.
25 ноября 1942 года началась Ржевско-Сычевская операция («Марс»), целью которой было фланговыми ударами Западного (И. С. Конев) и Калининского (М. А. Пуркаев) фронтов окружить и уничтожить главные силы группы армий «Центр». Несмотря на численное превосходство, Красной Армии в ходе этой операции не удалось добиться успеха.
20-я армия действовала в районе между р.Осуга и Гжать.
25 ноября 1942 года 148-я стрелковая бригада, действовавшая тогда отдельно от 8-го гвардейского стрелкового корпуса, имела приказ наступать в направлении Холм, Юровка, Сидорово. В этот день овладела деревней Пруды и повернула на деревню Хлепень (17 км от г. Сычёвки).
26 ноября 8-й гвардейский стрелковый корпус (генерал-майор Ф. Д. Захаров, с 24 декабря 1942 года генерал-майор А. С. Ксенофонтов) должен был наступать в направлении на Жеребцово, Лапоток и город Сычёвка. 148-я стрелковая бригада снова действовала в составе 8-й гвардейского стрелкового корпуса.

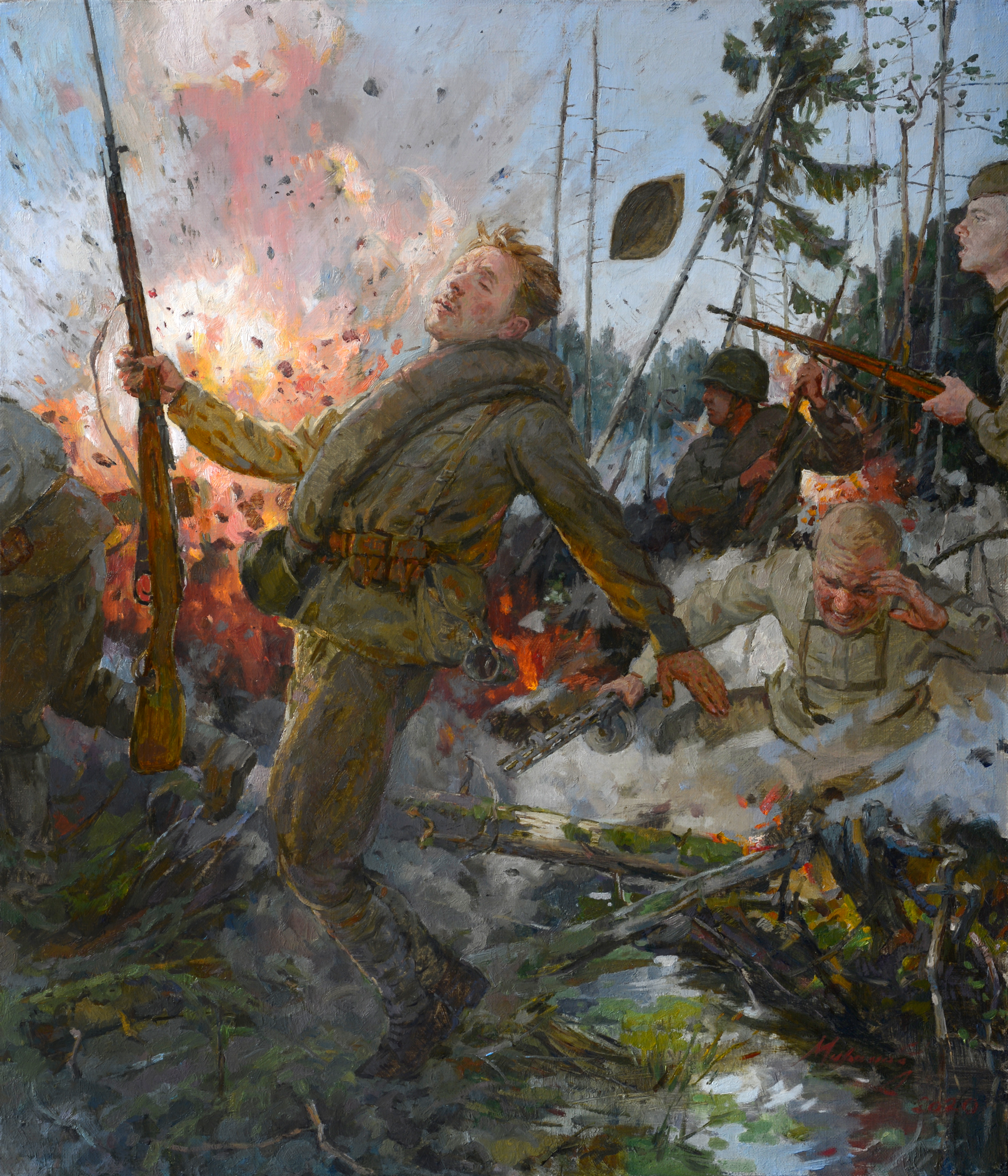
Я убит подо Ржевом. Братцы, помяните меня!

Части 26 -й гвардейской стрелковой дивизии (командир генерал-майор И. И. Корженевский) вели бой у северо-западной окраины Аристово. 148-я стрелковая бригада продолжала вести бой за д. Хлепень, пытаясь расширить участок прорыва и обезопасить его с фланга при поддержке 18-й танковой бригады.
27 ноября 26-я гвардейская стрелковая дивизия двумя полками продолжали вести наступательные бои из деревни Холм на Лапоток. 148-я и 150-я стрелковые бригады вели тяжелые бои за деревню Хлепень.
Деревня Хлепень, занятая противником, осталась южнее наших прорвавшихся по железной дороге Ржев- Вязьма войск, и этот хорошо укрепленный пункт создавал угрозу левому флангу советских войск и переправам. Трое суток части 148-й и 150-й стрелковых бригад предпринимали попытки взять деревню Хлепень штурмом.
1 декабря штурмовая группа 2 батальона (командир майор Лямаев) из 150-й стрелковой бригады и штурмовые группы батальонов из 148-й стрелковой бригады (группой 1 батальона ком.- капитан Серёгин, группой 3 батальона — майор Воробьев, группой 4 батальона — младший лейтенант Н. Е. Капустин) выбили противника из деревни. Из деревни Благуша противник бросил в контратаку три танка и пехоту. Все контратаки врага были отбиты, в д. Хлепень было захвачено много трофеев.
3 декабря бригада вела бои против оказывавшего упорное сопротивление противника в районе нп Благуши, Талица и Юрьевка. В тот же день бригада закрепилась на рубеже 300 м от Жеребцово.
15 декабря 1942 года наступление войск Западного и Калининского фронтов прекратилось. Потери Красной Армии в этой битве составили, по немецким данным, 200 тысяч человек. В бригаде к этому дню осталось 27 боеспособных бойцов (из 4000).
С 2 марта по 31 апреля 1943 года 148 осбр в составе войск Западного фронта приняла участие в Ржевско-Вяземской наступательной операции 1943 года.
3 марта 1943 года войсками 30-й армии Западного фронта Ржев был освобожден.
К 31 марта 1943 года ржевско- вяземский выступ перестал существовать. Фронт был отодвинут еще на 100 км к западу, угроза Москве была ликвидирована.
Но командующий 9-й армией вермахта Модель, объявленный позже военным преступником, приказал отступавшим немецким войскам уничтожить здесь все населенные пункты, железные дороги, мосты и др.объекты, продукты питания, а население угнать в Германию.
Бригада с боями вышла к началу апреля 1943 года к городу Спас-Деменск Калужской области и заняла оборону на рубеже в 15 километрах восточнее города.
В конце апреля 1943 года бригада была выведена на отдых под город Зубцов. Из личного состава 148-й и 134-й стрелковой бригады здесь была сформирована 157-я стрелковая дивизия. 148-я осрб была преобразована в 716-й полк. 134-я стрелковая бригада была сформирована в декабре 1942- мае 1943 года в посёлках Кандры и Буздяк Башкирской АССР. 157-я стрелковая стрелковая дивизия (2-го формирования) с боями дошла до Восточной Германии, закончила войну на Дальнем Востоке- в составе 1-го Дальневосточного фронта участвовала в освобождении Северо-Восточного Китая. Полное наименование дивизии- 157-я стрелковая Неманская орденов Суворова и Кутузова дивизия.

## Командование
Командир
подполковник Герусов
Начальник штаба
полковник Гордеев Александр Петрович
Комиссар
полковник Виноградов
Начальник политотдела
подполковник Агафонов
Начальник особого отдела
майор Александрович Николай Федорович. Погиб 11 декабря 1942 года.
Начальник медицинской службы
подполковник Ковалев
Командир медицинского санитарного батальона
майор Каптусенко
Начальник артиллерии
майор Гвоздев
Командир батальона связи
майор Лукьянов
Комиссар батальона связи
майор Корх. Погиб 25.11.42 у д. Пруды
Начальник разведки
Ростов
Состав
4 стрелковых батальона,
два артиллерийских дивизиона,
противотанковый дивизион (45-мм птп),
минометный дивизион ,
саперный батальон,
батальон связи,
рота автоматчиков,
рота разведки,
комендантский взвод,
взвод особого отдела.

## Подчинение
01.01.1942   148 стрелковая бригада — на формировании / Сибирский военный округ
01.04.1942   148 стрелковая бригада — на формировании / Сибирский военный округ
01.05.1942   148 стрелковая бригада / Резерв Ставки
01.06.1942   148 стрелковая бригада / 8 гв. стрелковый корпус / Западный фронт
01.07.1942   148 стрелковая бригада / 8 гв. стрелковый корпус / 20 армия / Западный фронт
01.08.1942   148 стрелковая бригада / 8 гв. стрелковый корпус / 20 армия / Западный фронт
01.09.1942   148 стрелковая бригада / 8 гв. стрелковый корпус / 20 армия / Западный фронт
01.10.1942   148 стрелковая бригада / 8 гв. стрелковый корпус / Западный фронт
01.11.1942   148 стрелковая бригада / 8 гв. стрелковый корпус / 20 армия / Западный фронт
01.12.1942   148 стрелковая бригада / 8 гв. стрелковый корпус / 20 армия / Западный фронт
01.01.1943   148 стрелковая бригада / 8 гв. стрелковый корпус / 20 армия / Западный фронт
01.02.1943   148 стрелковая бригада / Западный фронт
01.03.1943   148 стрелковая бригада / 33 армия / Западный фронт
01.04.1943   148 стрелковая бригада / 33 армия / Западный фронт
01.05.1943   148 стрелковая бригада / 33 армия / Западный фронт